# لیتینوفکا
لیتینوفکا (به لاتین: Litvinovka) یک منطقهٔ مسکونی در روسیه است که در سرزمین آلتای واقع شده‌است.